# Aeroportul Bowen
Aeroportul Bowen (IATA: ZBO, ICAO: YBWN) este un aeroport din Queensland, Australia.
Situat la o altitudine de 6 m, aeroportul dispune de o singură pistă. Este operat de Whitsunday Region⁠(d).